# Quarb

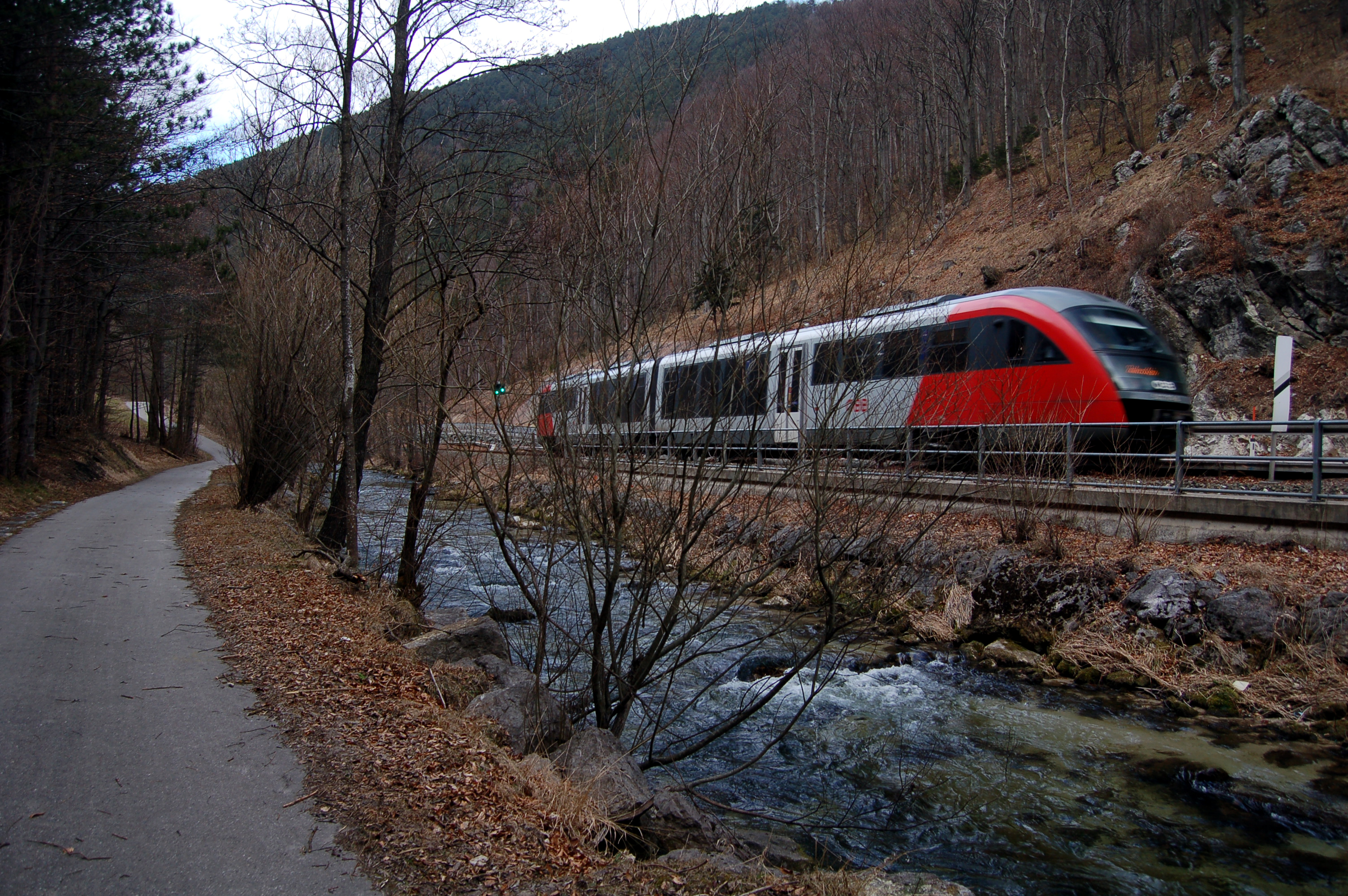
Die Talenge Quarb, durchquert von einem Zug der Gutensteinerbahn

Die Quarb ist die Talenge der Piesting zwischen Pernitz und Oed.
Das Tal der Piesting wird hier im Norden vom Hohen Mandling und im Süden vom Großen Kitzberg bedrängt. Durch die Quarb führen die Gutensteiner Straße, die Gutensteinerbahn und der Biedermeier-Radweg. Am Rand der Quarb stehen auch ein paar Häuser, die man als Quarb bezeichnet.
Der Flurname Quarb wird auf keltischen Ursprung zurückgeführt. Das Wort Quarb – abgeleitet von dem Wort „gwar“ (Aussicht, Obhut), lässt auf einen Wachtposten schließen, der sich vermutlich am Nordhang des Kitzberges, gegenüber dem Eingang ins Feichtenbachtal, befunden hat. Nach dem Fund einer Scheibenfibel aus dem 2. Jahrhundert n. Chr. geht man davon aus, dass die dortige Verbindung vom Piestingtal ins Triestingtal schon bekannt war.